# 金鱼胡同站
金鱼胡同站是一个位于中国北京市东城区东华门街道王府井大街、金鱼胡同、东华门大街交叉口，属于北京地铁8号线的地铁车站。
本站于2016年11月进场施工，在2021年12月31日8号线三期剩余段通车运营时投入使用，8号线也随之结束南北分段运营实现贯通。

## 位置
金鱼胡同站位于北京内城中部，王府井大街（南北向）和东安门大街－金鱼胡同（东西向）交汇处，沿王府井大街南北向布置。此处也是王府井商业步行街的北端。东安门大街与故宫东华门相连，是连接故宫和王府井的主要道路；此路原有夜市，由于违法占道和地铁开工挤占空间等原因被关闭。

## 结构

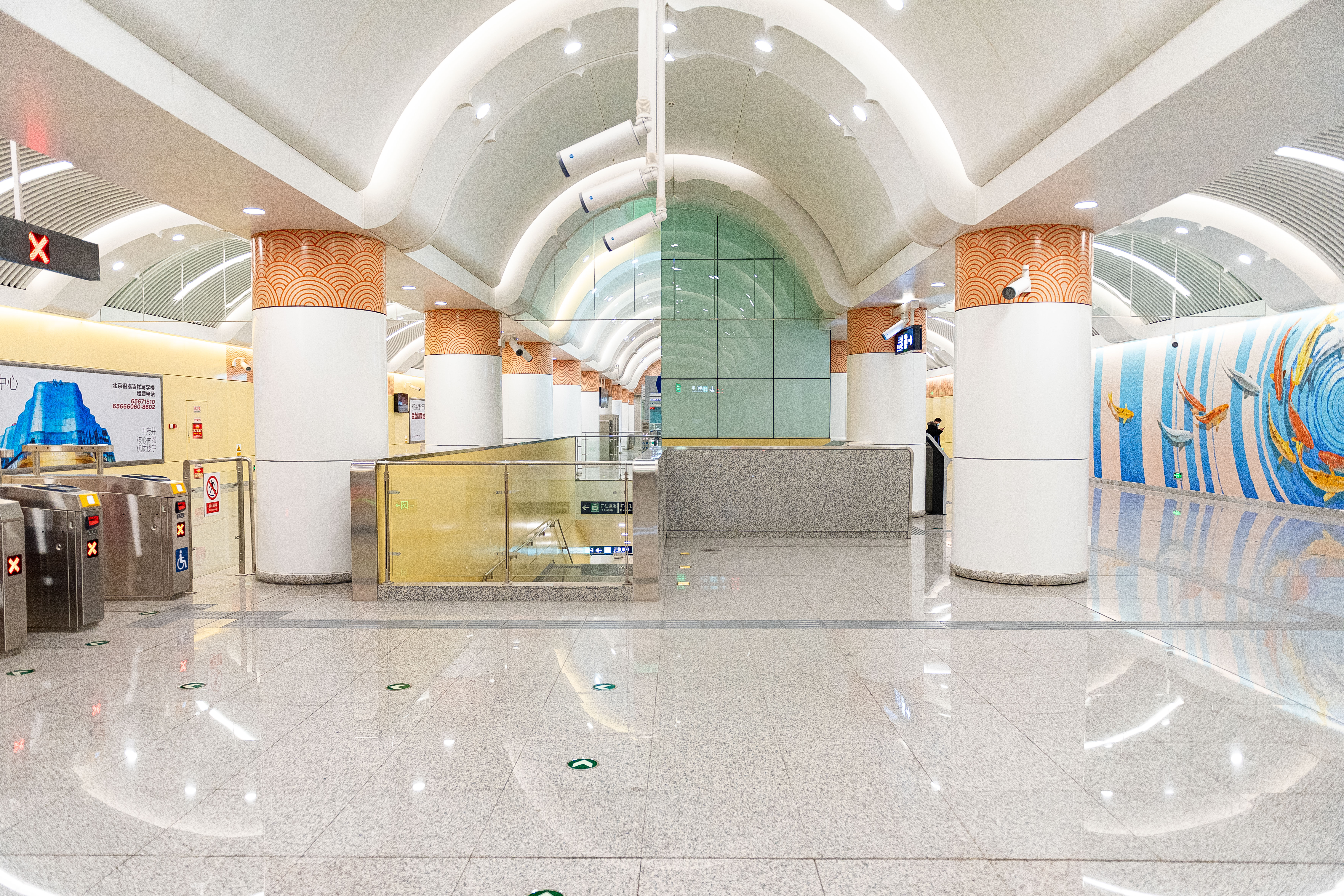
站厅

金鱼胡同站为地下二层车站，岛式站台设计，站台宽度为14米。车站采用浅埋暗挖法施工。车站立柱顶部装饰有鱼鳞纹，站厅层一侧则布置有一幅长15米、高4.5米的艺术墙《连年有鱼》，以金鱼跳跃的图案传达“吉祥如意，年年有余”的寓意。

### 车站楼层
| 地面     |                    | 出入口                             |  |  |
| 地下一层 | 8号线站厅          | 售票机、问询中心、安检、进出站闸机 |  |  |
| 地下二层 |                    | 8号线往朱辛庄（中国美术馆）        |  |  |
|          | 岛式站台，左侧开门 |                                    |  |  |
|          |                    | 8号线往瀛海（王府井）              |  |  |

### 出入口
该站设有3个单独编号的出入口（目前仅开通B、C两个出入口，A口暂缓开通），另有3个分支出入口接入附近商场。其中A（西北）口接入王府井海港城（暂缓开通），B1（东北）口接入银泰in88（乐天银泰百货），B2（东北）口是直通地面的出入口（现标注为B口），B3（东南）口接入北京apm（新东安商场），C（西南）口除设有地面出入口外，还在地下直接接入王府国际中心（原淘汇新天），但实际上位于王府井银泰及北京apm的出入口未有单独编号，直梯则位于车站东北侧（而非B口所在的东南侧）、王府井银泰西北侧。
|                                                                |            |                                    |        |            |
| 编号                                                           | 指示       | 建议前往的目的地                   | 图片   | 无障碍设施 |
| · 这是一个单独出入口， · 未与任何出入口相连， · 因此没有编号。 | 王府井大街 | 王府井大街（东侧）                 | 不適用 |            |
| 出口 · B                                                       | 金鱼胡同   | 金鱼胡同（北侧）                   |        | 不適用     |
| 出口 · B                                                       | 商业       | 北京王府井银泰in88、吉祥大戏院     |        | 不適用     |
| 出口 · B                                                       | 北京apm    | 北京apm                            |        | 不適用     |
| 出口 · C                                                       | 东安门大街 | 东安门大街（北侧）、北京市百货大楼 |        | 不適用     |
| 出口 · C                                                       | 王府中心   | 王府中心                           |        | 不適用     |
| 註： 設有                                                      |            |                                    |        |            |